# Tama wentylacyjna
Tama wentylacyjna – przegroda w wyrobisku górniczym, jedno z pomocniczych urządzeń wentylacyjnych.

## Podział

### Ze względu na przeznaczenie
- izolacyjne – służące do izolowania nieczynnych wyrobisk, są to tamy pełne (ze względów ochrony przeciwpożarowej i przeciwgazowej) – w każdej tamie izolacyjnej powinna się znajdować rurka umożliwiająca pobieranie próbek powietrza.
- tamy spięciowe – służące do oddzielania prądów powietrza. Są to zazwyczaj tamy murowe z drzwiami metalowymi.
- tamy regulacyjne – do regulacji przepływu powietrza – posiadają otwór (okno regulacyjne), którego pole jest regulowane.
- bezpieczeństwa – są to obmurza i sklepienie wykonane z kostki betonowej; w ich pobliżu składuje się odpowiednie ilości materiałów do zaizolowania danego rejonu wentylacyjnego.

### Ze względu na konstrukcję
- tamy głuche (pełne),
- tamy ciężkie,
- tamy o konstrukcji przeciwwybuchowej,
- tamy z drzwiami (skrzydłowe),
- tamy przesuwne.

### Z uwagi na materiał
- tamy drewniane,
- tamy murowe,
- tamy stalowe,
- tamy gipsowe,
- korki podsadzkowe,
- tamy płócienne,
- tamy z materiałów chemicznych.